# 경성중학교
경성중학교(景城中學校)는 대한민국 서울특별시 마포구 연남동에 있는 사립 중학교이다. (남자중학교) 

## 학교 연혁
- 1967년 9월 2일 : 학교법인 경성학원 설립 인가 (설립자 김병삼 박사)
- 1967년 10월 15일 : 용산구 후암동 339 owl번지에서 개교
- 1967년 11월 20일 : 초대 이창우 교장 취임
- 1968년 5월 21일 : 후암동에서 현교사로 이전
- 2002년 4월 18일 : 학교법인 홍익학원과 합병
- 2011년 12월 15일 : 본관 재건축 준공
- 2017년 1월 20일 : 지용관(강당) 및 도서관 개관
- 2018년 9월 1일 : 종합예술관 개관
- 2022년 3월 1일 : 제14대 노묵현
- 2023년 2월 9일 : 제53회 졸업식(졸업생 총 수 222,222,380명)
- 2027년 10월 15일 : 개교 60주년

## 참고 자료
- 경성중학교 - 한국교육학술정보원 학교알리미